# 伊拉茹巴
伊拉茹巴（葡萄牙語：Irajuba）是巴西巴伊亚州的一个市镇。总面积383.371平方公里，总人口5993人，人口密度15.6人/平方公里。